# Vlaggeduin

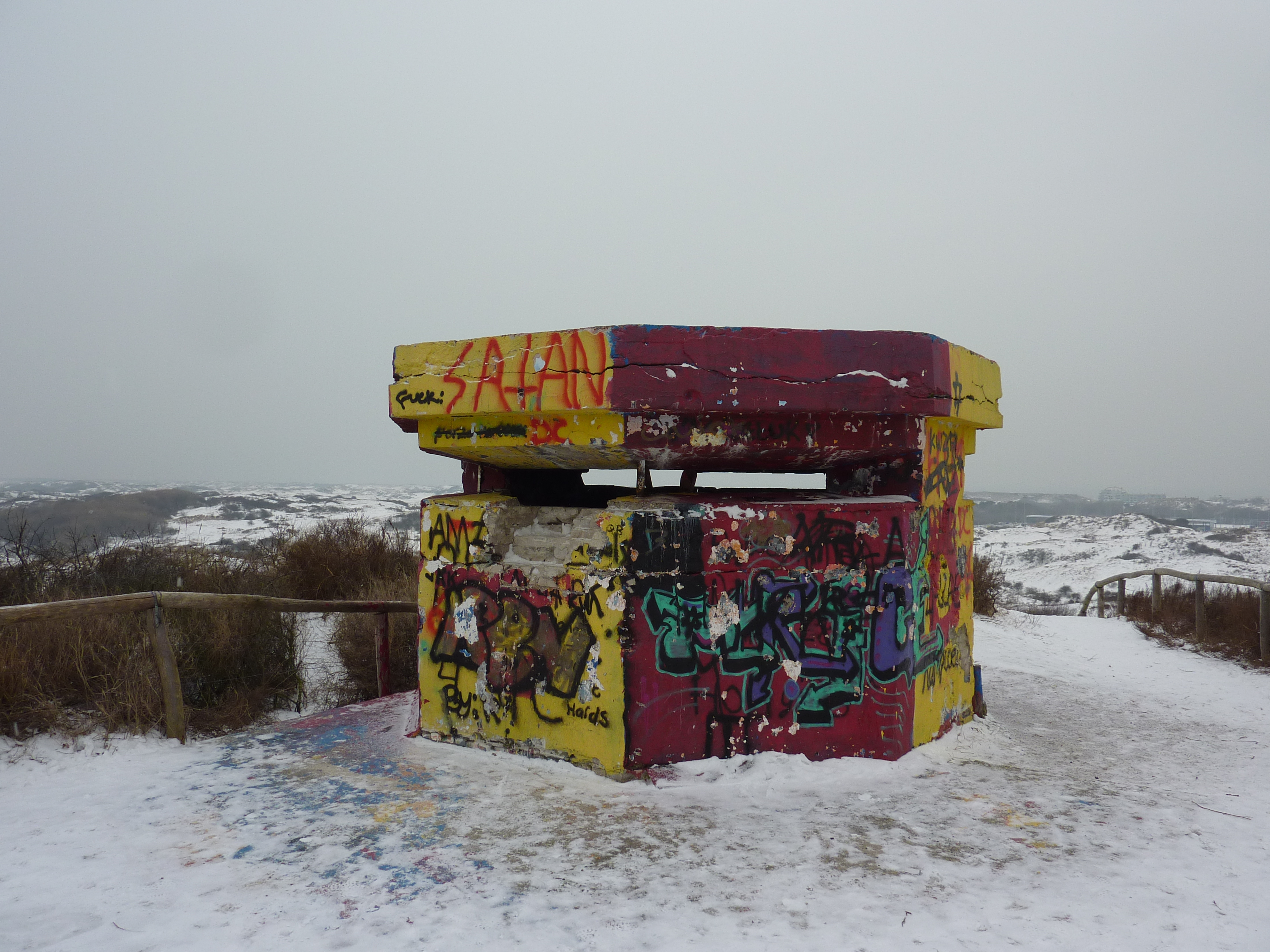
Waarnemingspost op de top van de Vlaggeduin.

Het Vlaggeduin is het hoogste punt in de Nederlandse provincie Zuid-Holland en ligt 37+ meter NAP. Het duin ligt in de Zuiderduinen in de gemeente Katwijk, nabij Sportpark Nieuw-Zuid en het stadion van de voetbalclub K.v.v. Quick Boys. Dit duingebied maakt deel uit van het natuurgebied Hollands Duin, langs de kust tussen Scheveningen en Noordwijk.
Op de top van het Vlaggeduin, bereikbaar aan het eind van een wandelpad met traptreden, bevindt zich een betonnen waarnemingspost, die tijdens de Duitse Bezetting van Nederland werd gebouwd als onderdeel van de Atlantikwall.